# Народні тршіда (станція метро)
50°04′53″ пн. ш. 14°25′12″ сх. д. / 50.08139° пн. ш. 14.42000° сх. д.
Народні тршіда (чеськ. Národní třída) — станція Празького метрополітену. Розташована між станціями «Карлово наместі» і «Мустек».
Станція була відкрита 2 листопада 1985 року у складі пускової дільниці лінії B.
Конструкція станції: пілонна (глибина закладення — 39 м) трисклепінна з однією острівною платформою.

## Історія
Побудувати тут станцію метро було в планах з найперших проектів ще з часів Першої Республіки хоча часто розглядалося місце навколо Національного театру. Саме справжнє місце було вибрано за планом 1970 року народження, згідно з яким і було розпочато будівництво через 7 років.
На будівництво в 1977—1985 роках було виділено 344 мільйони крон. Спочатку планувалися 2 виходи, незважаючи на це і для побудованого одного довелося знести багато історичних будівель. Крім вестибюля метро була побудована і маленька площа з сучасним заскленим фонтаном, автором якого були Павло Трнка і Збинек Кабелік.
З травня 2011 до закриття станції на ремонт діяв вертикальний ліфт для інвалідних колясок.

## Повінь 2002 року
У 2002 році станція була затоплена через велику повінь, робота станції була відновлена, тільки безпосередньо до початку 2003 року.

## Реконструкція
10 липня 2012 року станція була закрита на реконструкцію. За час реконструкції знесли вестибюль разом з усіма технічними підпорами нагорі, скоротили ескалаторний тунель, об'єднали вестибюль з другим підземним поверхом багатофункціонального об'єкта «Copa Centrum Národní», у якого побудували і декілька надземних поверхів загальною площею 50 000 м²; у підземній частині по сусідству з вестибюлем розмістили паркування на 250 машин; перебудували посадкову платформу.
У вересні 2012 року наземний вестибюль станції було знесено, а у 2013 році станція залишилася без освітлення. Після будівництва нового наземного вестибюля і перебудови станція була знову відкрита 27 червня 2014 року.